# 長恨歌 (電影)
《長恨歌》改編自王安憶的同名小說，由成龍總監製，關錦鵬执导，鄭秀文及梁家輝主演的2005年香港电影。

## 剧情
王琦瑶（郑秀文 饰）与同学蒋丽莉（苏岩 饰）到片场参观，认识了摄影师程先生（梁家辉 饰）。程先生为琦瑶拍照并倾心于她，后来更推荐琦瑶参加“上海小姐”的选举。王琦瑶的风姿不仅使她赢得了第三名，还令掌握军政大权的李主任（胡军 饰）义无反顾的爱上了她……

## 演员
| 演 員  | 角 色        |
| 鄭秀文 | 王琦瑤       |
| 胡 軍  | 李主任       |
| 吳彥祖 | 康明遜       |
| 黃 覺  | 老克蠟       |
| 梁家輝 | 程仕路       |
| 苏 岩  | 蒋丽莉       |
| 吴 竞  | 王 母        |
| 黄 奕  | 薇 薇        |
| 郑希怡 | 张永红       |
| 孙思翰 | 邱少帅       |
| 孙 清  | 程仕路太太   |
| 吴海若 | 蒋丽莉表哥   |
| 陈洁玲 | 王母管家     |
| 严志平 | 夜总会经理   |
| 程浩枫 | 表 弟        |
| 游佩玲 | 舅 妈        |
| 王伟华 | 副 官        |
| 刘志云 | 魏老板       |
| 吴 丽  | 穆小姐       |
| 王玉立 | 评弹艺人     |
| 蔡 纲  | 四 爷        |
| 廖静风 | 管 家        |
| 刘 江  | 警备司令     |
| 沈 晔  | 康 父        |
| 方树清 | 王琦瑶丈夫   |
| 赵 祥  | 王琦瑶夫弟   |
| 徐韵佳 | 薇薇（童年） |
| 谭增卫 | 落实政策干部 |
| 刘 芳  | 吴 珍        |
| 何 飞  | SIMON        |

## 奖项
| 頒獎典禮                   | 獎項             | 名字           | 結果 |
| -------------------------- | ---------------- | -------------- | ---- |
| 威尼斯影展                 | 歐洲藝術交流獎   |                | 獲獎 |
| 第18屆東京國際電影節       | 亞洲之風開幕電影 |                | 獲獎 |
| 2005中國風尚大典           | 年度風尚電影     |                | 獲獎 |
| 第25屆香港電影金像獎       | 最佳男主角       | 梁家輝         | 提名 |
| 第25屆香港電影金像獎       | 最佳女主角       | 鄭秀文         | 提名 |
| 第25屆香港電影金像獎       | 最佳男配角       | 胡軍           | 提名 |
| 第25屆香港電影金像獎       | 最佳女配角       | 蘇岩           | 提名 |
| 第25屆香港電影金像獎       | 最佳美術指導     | 張叔平、邱偉明 | 提名 |
| 第25屆香港電影金像獎       | 最佳服裝造型設計 | 張叔平         | 提名 |
| 第12屆香港電影評論學會大獎 | 最佳男演員       | 梁家輝         | 獲獎 |
| 第12屆香港電影評論學會大獎 | 最佳女演員       | 蘇岩           | 提名 |

## 外部連結
- Yahoo奇摩電影上《長恨歌》的資料（繁體中文）
- 開眼電影網上《長恨歌》的資料（繁體中文）
- 香港影庫上《長恨歌》的資料（繁體中文）
- 时光网上《長恨歌》的資料（简体中文）
- 豆瓣电影上《長恨歌》的資料 （简体中文）
- 爛番茄上《長恨歌》的資料（英文）
- AllMovie上《長恨歌》的资料（英文）
- 互联网电影数据库（IMDb）上《長恨歌》的资料（英文）